# Cascabel (Panama)
Cascabel è un comune (corregimiento) della Repubblica di Panama situato nel distretto di Mironó, comarca di Ngäbe-Buglé. Si estende su una superficie di 125,7 km² e conta una popolazione di 1.225 abitanti (censimento 2010).